# Ériphyle
Pour les articles homonymes, voir Ériphyle (homonymie).
Ériphyle (en grec ancien Ἐριφύλη / Eriphúlê) est la femme d'Amphiaraos d'Argos et la sœur d'Adraste. Elle est la mère d'Alcméon et Amphiloque

## Mythe
Polynice la soudoie en lui donnant le collier d'Harmonie. Elle persuade alors son mari de prendre part à la guerre des Sept Chefs, où il trouve la mort. Pour venger son père, leur fils Alcméon la met à mort,.

## Sources
- Pseudo-Apollodore, Bibliothèque [détail des éditions] [lire en ligne] (III, 6-7).
- Pausanias, Description de la Grèce [détail des éditions] [lire en ligne] (IX, 41, 2).
- Homère, Odyssée [détail des éditions] [lire en ligne] (Chant XI).